# Collins Fai
Collins Ngoran Fai (Bamenda, 13 de agosto de 1992) é um futebolista camaronês que atua como lateral. Atualmente, joga pelo Standard de Liège.

## Carreira
Collins Fai representou o elenco da Seleção Camaronesa de Futebol no Campeonato Africano das Nações de 2017.

## Títulos
Union Douala
- Campeonato Camaronês de Futebol: 2011–12

Standard Liège
- Copa da Bélgica: 2015–16

Camarões
- Campeonato Africano das Nações: 2017